# TALIS
TALIS (англ. Teaching and Learning International Survey) — международное исследование учителей общедоступного школьного образования по вопросам преподавания и обучения.

## История
Международное исследование учительского корпуса по вопросам преподавания и обучения (TALIS) является масштабным и авторитетным международным сопоставительным исследованием школьной образовательной среды, условий профессиональной деятельности и развития учителей. Проводится под эгидой Организации экономического сотрудничества и развития. Координатором исследования в России является «Федеральный институт оценки качества образования». Однако некоторые исследователи отмечают проблемы социологических инструментов, используемых для исследования, при простом копировании, без учёта национальный реалий. 

## Циклы исследования
Первое исследование было проведено в 2008 году, и повторяется раз в пять лет (на момент написания статьи состоялись в 2013 и 2018 годах). Исследование TALIS 2018 года — это третий цикл исследования. Данное исследование представляет собой компьютеризированный опрос школьных учителей и директоров с целью сбора данных о педагогических, методических и социальных процессах, происходящих внутри образовательных организаций.